# Fahlcrantz & Co.
Fahlcrantz & Co. var ett bokförlag i Stockholm, som grundades 1877 av bokförläggare Carl Johan Fahlcrantz (1849–1915). Bokförlaget upplöstes 1952.

## Historia
Den 27 september 1877 grundade Carl Johan Fahlcrantz sin egen bokförlagsfirma Fahlcrantz & Co. Bokförlaget blev mest känt för den på sitt område banbrytande boken Barnkammarens bok med illustrationer av Jenny Nyström, som utkom där 1882 samt för en svit av handböcker i historia, geografi och naturvetenskap som utkom under namnet "Svenska biblioteket" (1884-1889).

### Ägarförhållanden
Ledningen av förlaget övergick till sönerna Christian Elias Fahlcrantz (1879–1924) och Carl Johan Fahlcrantz (1892–1964) efter fadern Carl Johan Fahlcrantz' död 1915. Efter brodern Elias död 1924 övertog han 1925 familjeföretaget. Samtidigt var han också under åren 1917–1927 skådespelare vid Dramaten och Svenska Teatern i Helsingfors. Skådespelaren Carl Johan Fahlcrantz var föreståndare för bokförlaget 1925–1939. År 1939 köpes förlaget av Alrik Hummel-Gumælius (1903–1988). Bokförlaget Fahlcrantz & Co. upphörde 1952.

### 25-årsjubileum
År 1902 firade bokförlaget 25-årsjubileum och Fahlcrantz utgav då en 100-sidig katalog. I katalogen förekom en rad standardverk inom memoarlitteratur, historia, geografi och samhällskunskap, förutom tidigare nämnda kategorier. Bland praktverken fanns "Vårt land" (1884–1888) med samt "Mälardrottningen" (1896): En skildring i ord och bild af Sveriges hufvudstad och dess omgifningar, med inemot 400 illustrationer, med text av Georg Nordensvan och illustrationer av en rad konstnärer. Vidare märks bland senare tillkomna förlagsartiklar botanikern Thore M. Fries' Linnébiografi (1903), översättaren och författaren Ernst Lundquists översättning av Gullivers resor till Lilliput och Brobdingnag (1923), en roman skriven av Jonathan Swift år 1726, med P.A. Staynes' välkända illustrationer. Översättningar av  Ethel Turners flickböcker gavs också ut, såsom till exempel "Sju syskon" (1895) i översättning av Mathilda Langlet. Ethel Turner skrev mer än 40 böcker, varav den mest kända är hennes första bok, ungdomsromanen "Seven little Australians" (1894) (på svenska, den tidigare nämnda Sju syskon, 1895), som har översatts till minst elva språk och blivit TV-serie 1953 och 1973.

## Utgivning

### Förlagskatalog
Hösten 1888 gav Fahlcrantz ut sin första samlade förlagskatalog. Den omfattade 64 sidor och han fördelade sina förlagsartiklar i olika grupper.
- "Populära arbeten af undervisande och allmännyttigt innehåll",
- "Skönliteratur",
- "Böcker för barn och ungdom" samt
- "Uppbyggelseverk och teologisk litteratur".

### Inriktning på utgivningen
Förlaget fick från början en mycket gedigen prägel. Den engelske teologen Frederic William Farrars stora arbete "Jesu lif" i översättning och bearbetning av teologen och prästen Fredrik Fehr (1877—1878), torde ha varit den första betydande förlagsartikeln. Därefter följde även andra skrifter av den på sin tid mycket läste Farrar.
Carl Johan Fahlcrantz koncentrerade sig förutom på religiös litteratur på allmännyttiga handböcker och stora populärvetenskapliga eller litterära serieverk: "Vetenskap för alla", en naturvetenskaplig serie bearbetad från engelskan (3 band, 1878—1880), "Svenska biblioteket" (7 delar, 1884—1889), "Universalbibliotek" (25 nr, 1888—1892), och "Svenska Parnassen", ett urval ur "Sveriges klassiska litteratur" (4 band, 1888—1891). I de svenska 1880- och 1890-talshemmen vann dessa mycket prydliga och oftast rikt illustrerade volymer stor spridning. Flera av dessa volymer gavs ut häftesvis till extra billigt pris för subskribenter (25 öre för 4 ark).

### Barnböcker och skönlitteratur
Barnkammarens bok hörde till de barnböcker som trycktes och den innehöll "barnkammarens rim illustrerade i 20 färgtrycksplanscher af Jenny Nyström". Då den kom ut första gången 1882 bildade den enligt ett samtida omdöme i Ny illustrerad tidning,  en veckotidning som gavs ut lördagar åren 1865–1900, en epok inom sitt område. I boken finns en hel rad av de verser och nonsensramsor, som sedan dess blivit flera generationers kära bekanta. År 1945 kom en ny upplaga av Barnkammarens bok. Redan 1881 hade i nummer 8 av Ny illustrerad tidning originalpublicerats dikten Tomten, författad av Viktor Rydberg och med illustrationer av Jenny Nyström.
Som förläggare gjorde Fahlcrantz däremot ingen betydande insats på det skönlitterära området. För den borgerliga familjelitteraturens betydelse höll sig Fahlcrantz försiktingt inom den litteratur som lämpade sig för högläsning av svenska författare, bland annat Nils Pelle Petrus Ödman, Cecilia Bååth-Holmberg och Henrik Wranér. Senare utgavs Gustaf af Geijerstams "Mina pojkar" (1896). Av utländska författare gavs den mycket populäre Jerome K. Jerome med flera ut samt klassiker från Dante och Cervantes (båda i Edvard Lidforss' översättning) över Johann Wolfgang von Goethe till Nikolaj Gogol, Heinrich Heine ("Harzresan") och William Thackeray.

## Exempel på utgivning

### Pelle Ödman, skönlitteratur och varia
- Från vår- och sommardagar : minnen och intryck. 2, Senare samlingen. Stockholm: Fahlcrantz & Co. 1888. Libris 21637792. http://hdl.handle.net/2077/53892
- Ny samling studentminnen och resebilder. Stockholm: Fahlcrantz. 1891. Libris 20904205. http://hdl.handle.net/2077/52596
- Vexlande bilder : prosa och vers. Stockholm: Fahlcrantz. 1893. Libris 1627828
- Hemma och borta : bilder och intryck. Stockholm: Fahlcrantz. 1896. Libris 38261
- Aftonunderhållningar och annat mera : prosa och vers. Stockholm: Fahlcrantz. 1902. Libris 1719648
- Studentminnen (Ny uppl). Stockholm: Fahlcrantz. 1911. Libris 1641989
- En dag i ett engelskt hem. Valda skrifter  : ny serie (3. uppl). Stockholm: Fahlcrantz. 1903. Libris 1719649
- Svenska minnen och bilder : valda skrifter. Stockholm: Fahlcrantz. 1899–1900. Libris 2152116

### Cecilia Bååth-Holmberg, skönlitteratur och varia
- Spillror och andra berättelser. Stockholm: Fahlcrantz & Co. 1894. Libris 22072017. http://hdl.handle.net/2077/54581
- Pepita och andra berättelser. Stockholm: Fahlcrantz & Co. 1899. Libris 1644055
- Karl XV som enskild man, konung och konstnär. Stockholm: Fahlcrantz. 1890. Libris 2584608. https://runeberg.org/carlxv/
- Giuseppe Garibaldi. Stockholm: Fahlcrantz. 1892. Libris 1621784. https://runeberg.org/garibald/

### Jerome K. Jerome, romaner
- En dagdrifvares funderingar (översättning Albert Montgomery, Fahlcrantz, 1890)
- Tre män i en båt (översättning Albert Montgomery, Fahlcrantz, 1890)
- Otroligt men sant (översättning Albert Montgomery, Fahlcrantz, 1897)
- Nya funderingar af en dagdrifvare (översättning Albert Montgomery, Fahlcrantz, 1899)
- Tre man på velociped (översättning Albert Montgomery, Fahlcrantz, 1900)

### Ethel Turner, flickböcker
- Sju syskon (översättning Mathilda Langlet, Fahlcrantz, 1895)
- Stora syster (översättning Mathilda Langlet, Fahlcrantz, 1896)
- En liten slarfver (översättning Mathilda Langlet, Fahlcrantz, 1897)
- En liten yrhätta (översättning Mathilda Langlet, Fahlcrantz, 1899)
- Tre små flickor (översättning Hanny Flygare, Fahlcrantz, 1901)
- Underbarnet (översättning Hanny Flygare, Fahlcrantz, 1902)
- Stora syster som gift samt mera om ungherrskapet på Oroligheten (översättning C. Christiansson, Fahlcrantz, 1914)
- Betty & Co med flera berättelser (översättning Hanny Flygare, Fahlcrantz, 1904)
- Den där flickan (översättning Hanny Flygare, Fahlcrantz, 1911)
- Guldgrävarlägret och andra berättelser (översättning Hanny Flygare, Fahlcrantz, 1915)
- Lyckoäpplet (översättning Hanny Flygare, Fahlcrantz, 1919)
- Cub : Kapten Cubs förhistoria (översättning Hanny Flygare, Fahlcrantz, 1920)
- Kapten Cub (översättning Hanny Flygare, Fahlcrantz, 1918)
- Brigid och Cub (översättning Hanny Flygare, Fahlcrantz, 1920)
- King Anne (översättning Hanny Flygare, Fahlcrantz, 1922)
- Flickan på berget (översättning Karin Jensen, Fahlcrantz, 1924)
- Snurren (översättning Karin Jensen, Fahlcrantz, 1926)